# Левкофея

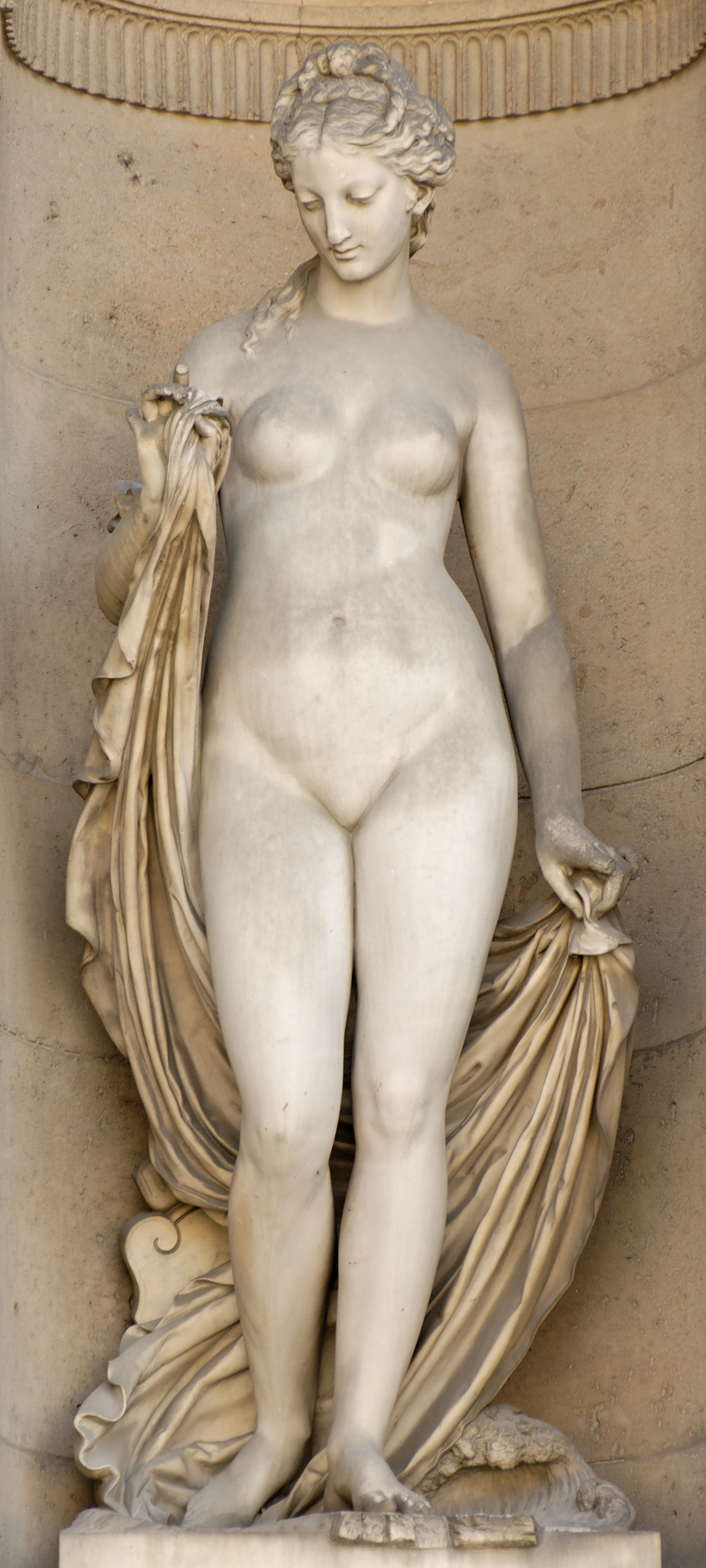
Левкофея. Скульптура Жана-Жюля Аллассёра

Левкофе́я, или Левкоте́я (др.-греч. Λευκοθέα «белая богиня») — в древнегреческой мифологии имя богини, в которую по желанию Диониса была превращена Ино — вторая дочь Кадма и Гармонии, супруга Афаманта, мать Леарха и Меликерта.
Вскормила Диониса. Она дала Одиссею покрывало, спасшее его. Ей посвящён LXXIV орфический гимн.
По родосскому мифу, это эпитет Галии.
В честь Левкофеи назван астероид (35) Левкофея, открытый в 1855 году.